# Соляний промисел Отрів
Соляний промисел Отрів — гірничодобувний майданчик на південному сході Франції, що здійснює видобуток хлориду натрію.
У 1910-х роках південніше від Гренобля в районі Пон-де-Кле почав діяльність хімічний завод (з 1923-го належав компанії Progil), технологічний процес якого включав електроліз хлориду натрію. Тривалий час сировину постачали залізничним транспортом з прибережного соляного промислу Salin d'Aigues-Mortes, допоки в 1960-х роках не вирішили перевести зазначений майданчик на споживання солі, виявленої на великій глибині в районі Отрів. У 1965-му тут почали буріння першої свердловини і того ж року став до ладу розсолопровід Отрів – Пон-де-Кле, по якому відбувається видача продукції копальні.
Технологічний процес включає закачування води на глибину від 1100 до 1700 метрів (видана в 2019-му ліцензія дозволяє розробку до глибини у 1900 метрів). Тут вона розчиняє поклади солі з наступним виходом насиченого розчину на поверхню по іншій свердловині, при цьому станом на кінець 2010-х існувало 14 свердловин, об'єднаних по 2—3 свердловини у 6 груп.
Станом на середину 2010-х річна потужність промислу становила 300—320 тисяч тонн хлориду натрію.
Копальня послідовно належала власникам хімічного майданчика в Пон-де-Кле компаніям Progil, Rhone-Poulenc, Rhodia, Vencorex.
Також можливо відзначити, що існував проєкт організації у пустотах, що виникають у процесі розробки, підземного сховища природного газу.